# Wilson Graniolatti
Wilson Edelber Graniolatti Cha (Nueva Palmira, Uruguay, 13 de julio de 1962) es un exfutbolista y actual entrenador de fútbol uruguayo. 

## Futbolista
Jugaba de defensa, si bien hizo gran parte de su carrera en México, inició como futbolista profesional en su natal Uruguay en el Nacional, aunque Atlante es el equipo de México en el cual fue campeón como jugador en la temporada 1992/93, definitivamente en el club azulgrana es donde vivió su mejor etapa como jugador.
Se retiró como jugador en Chile, jugando por Deportes Concepción.

## Entrenador
En el Apertura 2002 tras la salida de Ricardo La Volpe del Toluca, al ser requerido por la selección de México, Wilson Graniolatti hace su debut como estratega al tomar el timón de los diablos rojos. Sin embargo al tener diferencias internas en el seno del club, renuncia en plena liguilla por el título.
Posteriormente dirigió a varios clubes de la Primera División de México (San Luis, Santos Laguna, Tijuana Toluca y Atlante) sin pena ni gloria.  
Dirigió a los Tiburones Rojos de Veracruz durante el periodo 01 de julio de 2004 al 28 de febrero del 2005, logrando el histórico liderato en el apertura 2004 dirigiendo a jugadores como Cuauhtémoc Blanco, Christian "Chaco" Giménez, Walter "Lorito" Jiménez, Kléber Boas, Isaac Terrazas, Braulio Luna, Isaac Terrazas, Ramiro Briseño, Lucas Ayala y Pablo Quattrocchi entre otros, despedido en febrero de 2005 por malos resultados.
El 8 de marzo del 2015 el Atlante anuncia la llegada de Wilson Graniolatti como relevo de Gabriel Pereyra en la dirección técnica de los potros, en la Liga de Ascenso. Esta será su segunda etapa como entrenador de los Potros de Hierro. El 13 de marzo su debut es muy desafortunado, ya que es goleado por el Zacatepec 0-3 en Cancún.

## Trayectoria

### Como jugador
| Club                | País    | Año       |
| ------------------- | ------- | --------- |
| Nacional            | Uruguay | 1983-1985 |
| Toluca              | México  | 1986-1988 |
| Santos Laguna       | México  | 1988-1989 |
| Toluca              | México  | 1989-1990 |
| Querétaro           | México  | 1990-1991 |
| Atlante             | México  | 1991-1996 |
| Deportes Concepción | Chile   | 1996      |

### Como entrenador
| Club          | País   | Temporadas |
| ------------- | ------ | ---------- |
| Toluca        | México | 2002       |
| San Luis      | México | 2003-2004  |
| Veracruz      | México | 2004-2005  |
| Santos Laguna | México | 2006       |
| Tijuana       | México | 2008-2009  |
| Toluca        | México | 2012       |
| Atlante       | México | 2013       |
| Atlante       | México | 2015       |

## Palmarés

### Como jugador
| Título           | País   | Club    | Año     |
| ---------------- | ------ | ------- | ------- |
| Primera División | México | Atlante | 1992-93 |